# マッシリア包囲戦
マッシリア包囲戦（マッシリアほういせん、イタリア語：Assedio di Marsiglia）は、紀元前49年に行われたガイウス・ユリウス・カエサル派と元老院派によるローマ内戦の一局地戦である。なお、当項目ではマッシリア沖海戦及びマッシリア攻城戦も合わせて記載する。文中の日付はいずれもローマ暦である。

## 概要

### 開戦まで
紀元前49年1月10日、ルビコン川を渡ってイタリア本土へ軍を進めたカエサル軍に対して、元老院派のルキウス・ドミティウス・アヘノバルブスはコルフィニウム（現：コルフィーニオ）で籠城したが、不利と悟ったドミティウスはコルフィニウムより落ち延びた。
ドミティウス自身がこの年にガリア総督であったことやグナエウス・ポンペイウスの強固な支持基盤であったこともあって、マッシリア住民はドミティウスを迎え入れた上で、元老院派へ組する方針を固めた。ドミティウスは来るべきカエサル派との戦闘の最高責任者に任じられると、食糧を備蓄し、貨物船・軍船を整備する等、マッシリアの防衛体制を整えた。
カエサルは強固なポンペイウス（及び元老院派）の地盤であったヒスパニア攻略へ向かう予定であったが、マッシリアの反抗により後背の危険が生じたことから、マッシリアを包囲攻略すべく、デキムス・ユニウス・ブルトゥス・アルビヌスを艦隊総司令官として戦闘指揮を一任、ガイウス・トレボニウスを陸地側より攻撃する部隊の司令官に任じ、カエサルはヒスパニアへと向かった。

### 包囲戦

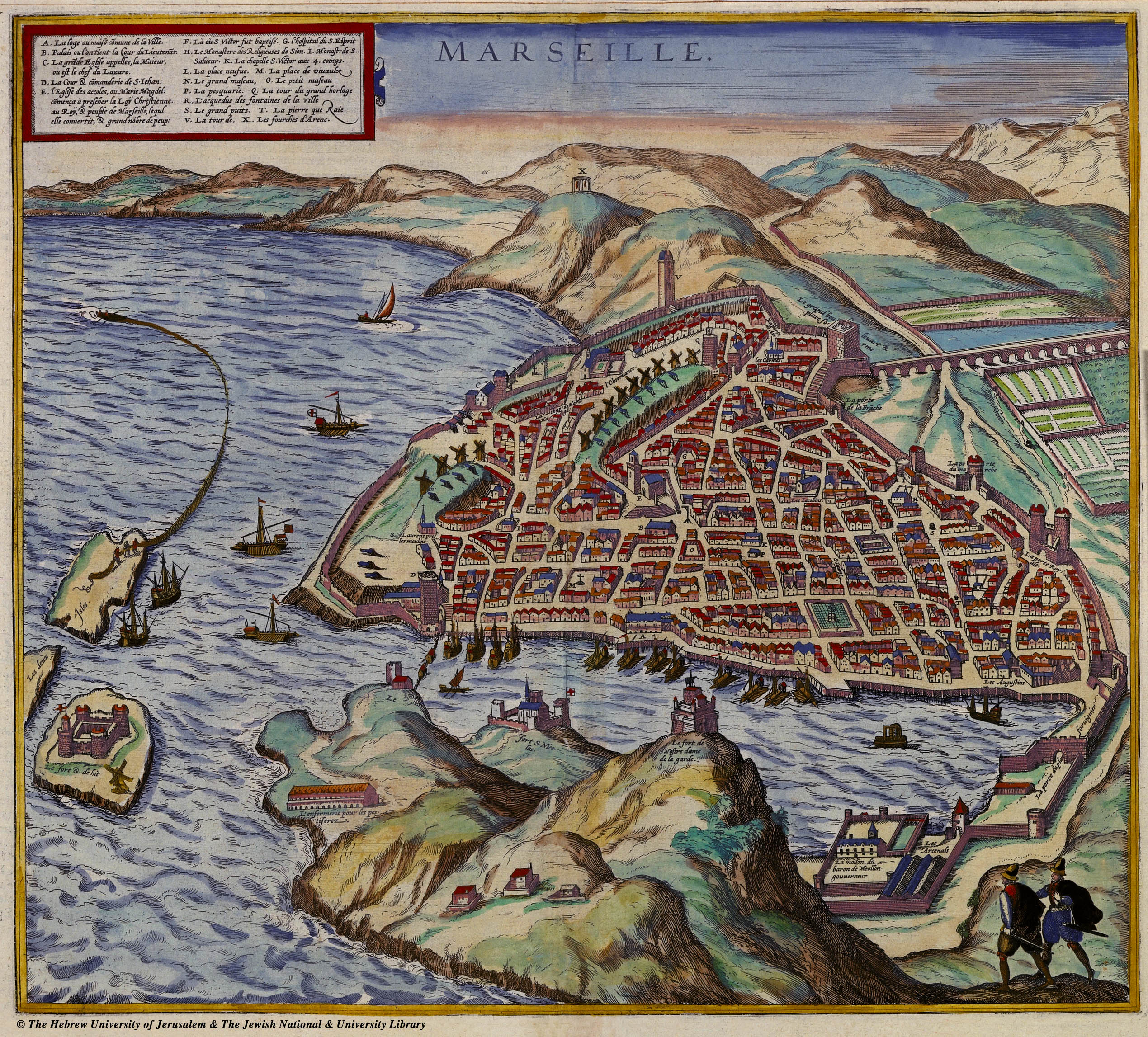
マルセイユ（1575年）。中央の市街地（突起部分）に対して図の右側よりトレボニウス、海上よりデキムス・ブルトゥスがマッシリアを包囲した。

5月4日より包囲戦は始まり、トレボニウスは攻城塔を以てマッサリアに迫ったが、マッサリアの城壁は非常に堅牢で投石器や弩砲等も備えていた上、マッシリアと同盟していたガリア人がカエサル軍の攻城塔を攻撃したこともあって、陸からの攻略は難航した。
一方、海上ではデキムス率いるカエサル軍艦隊とドミティウス率いる17隻の元老院派艦隊が激突し、カエサル軍は先端部位に鉄製の鈎を取り付けた竿（モルビアン湾の海戦でも使用）を使用して元老院派艦隊を手繰り寄せると、白兵戦を仕掛けて、経験に勝ったカエサル軍が元老院派軍を撃破した。
その後もカエサル軍艦隊による包囲が徐々に効果を上げつつあったが、ポンペイウスがルキウス・ナシディウス（Lucius Nasidius）を司令官とする16隻の軍船をドミティウスの許へ派遣し、ナシディウス軍はシチリアでのカエサル軍の哨戒を潜り抜けて、マッシリアへ到着した。元老院派はナシディウス軍を合わせて再度、カエサル軍に海戦を挑んだが、マッシリア艦隊の5隻が撃沈、4隻が拿捕される大敗を喫し、殆ど無傷であったナシディウス艦隊と共に残り1隻のマッシリア軍船はヒスパニアへと逃れた。なお、マッシリア海戦でカエサル軍のアキリウスという兵士は右手を切落とされながらも、左手に持った盾を駆使して奮闘したと伝わっている。

### マッシリア降伏
カエサル軍による陸からの攻撃はマッシリアの抵抗により依然として難渋、マッシリアは偽装降伏を仕掛け、カエサル軍に生じた隙を見つけて、攻城塔等の攻城兵器を破壊する等の抵抗を続けたが、マッシリアはカエサル派による包囲で兵站が完全に寸断されたことにより食糧が過度の窮乏状態に陥ったことに加えて、伝染病が蔓延したことにより、カエサル派への降伏を申し出た。なお、ドミティウスはマッシリアの降伏を事前に察知して、ギリシアに転戦していたポンペイウスの許へと逃れていった。
10月25日、ヒスパニアで元老院派を下したカエサルはマッシリアへ到着して、マッシリアの降伏を認めた。市民の奴隷化等は行わなかったものの、その自治権を大きく剥奪、自軍の2個大隊をマッシリアへ駐留させると共に、マッシリア市民の武装を解除した。
カエサルはマッシリアを出立した後はローマ、ブルンディシウム（現：ブリンディジ）を経て、ギリシアで兵を集めていたポンペイウス率いる元老院派の本軍との戦いに臨むこととなった。

## 兵力について
マッシリア包囲戦に参加した兵員数は明らかでは無い。トレボニウスはカエサルより3個軍団を任された。
軍船数は元老院派がドミティウスが率いた当初の17隻 とナシディウスの16隻、マッシリアの10隻 の計43隻が確認できる一方、カエサル派は12隻 が記載されるのみであるが、元老院派の軍船数を考慮すると、カエサル派も12隻以上の軍船を投入していた可能性が高い。

## 参考資料
- カエサル著、國原吉之助訳『内乱記』講談社学術文庫